# Кимбел, Уильям
Уильям Ховард Кимбел (англ. William Howard Kimbel, 15 апреля 1954 — 17 апреля 2022) — американский палеоантрополог, исследователь эволюции гоминид эпох плио-плейстоцена в Африке. Именной профессор Университета штата Аризона (с 2002 г.) и директор Института происхождения человека при нём (с 2008 г.).
Окончил Университет Кейс Вестерн Резерв (бакалавр антропологии), где учился в 1972—1976 гг.
Степень доктора философии по биологии получил в Кентском университете, где учился в 1977—1986 гг.
В 1981-85 гг. — сотрудник Кливлендского музея естественной истории.
В 1985-89 гг. — президент и помощник директора, с 1990 г. — директор по палеонантропологии, с 1994 г. — замдиректора по науке, с 2008 г. — директор Института происхождения человека при Университете штата Аризона.
С 1997 г. — профессор департамента антропологии, с 2002 г. — именной профессор Университета штата Аризона.
В 2005 г. — приглашённый профессор в Университетском колледже Лондона. В 1988 г. — приглашённый профессор департамента антропологии Стэнфорда, а в 1997 г. — приглашённый профессор департамента антропологии Университета штата в Сан-Франциско.
Член Американской ассоциации содействия развитию науки (2005). Член АН Калифорнии (1989).